# Trinomys paratus
Trinomys paratus is een zoogdier uit de familie van de stekelratten (Echimyidae). De wetenschappelijke naam van de soort werd voor het eerst geldig gepubliceerd door Moojen in 1948.

## Voorkomen

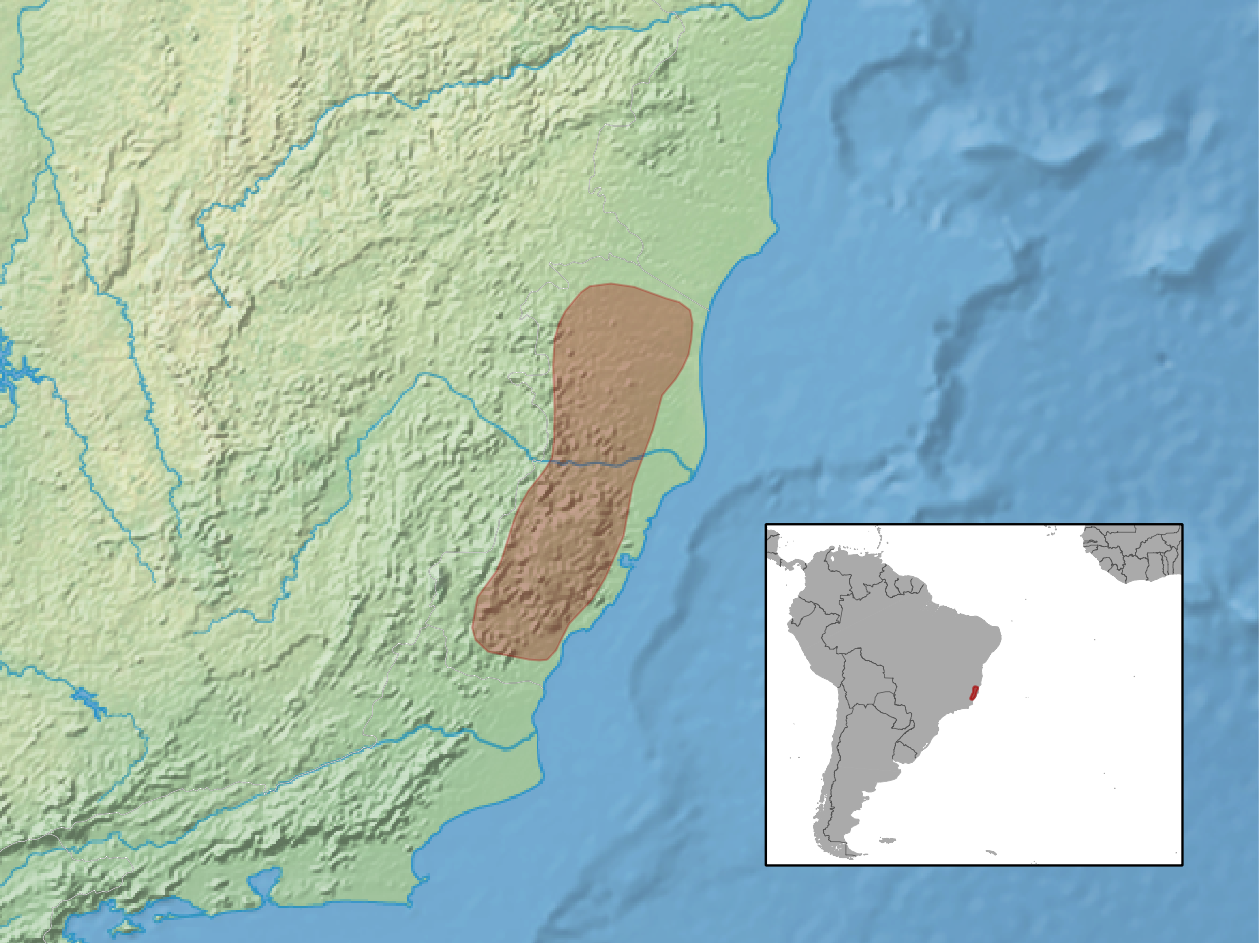
Leefgebied

De soort komt voor in Brazilië.